# 복곡선
복곡선(compound curve)은 도로 선형을 짤 때 지형적인 이유로 단곡선을 설치하기 힘들 때 사용되는 선의 형태로, 곡선부의 반경 R이 두 가지인 것을 말한다.

## 유형
다음으로 나눈다.
- 곡선의 접속점(P)이 고정되어 있는 경우
- 곡선 시점(T1)과 종점(T2)이 고정되어 있는 경우

## 참고 문헌
- 이재기; 최석근; 박경식; 정성혁 (2013). 《측량학2》. 형설출판사. ISBN 978-89-472-7337-4.